# Calgary-Hawkwood
Circonscription électorale provinciale du Canada
Calgary-Hawkwood est une circonscription électorale provinciale de l'Alberta (Canada), située dans le nord-ouest de Calgary. Son député actuel est le néo-démocrate Michael Connolly.

## Liste des députés
| Années | Années          | Député           | Parti politique           |
| ------ | --------------- | ---------------- | ------------------------- |
|        | 2012 - 2015     | Jason Luan       | Progressiste-conservateur |
|        | 2015 - (actuel) | Michael Connolly | Néo-démocrate             |